# Acanthephyra quadrispinosa
Acanthephyra quadrispinosa är en kräftdjursart som beskrevs av Kemp 1939. Acanthephyra quadrispinosa ingår i släktet Acanthephyra och familjen Oplophoridae. Inga underarter finns listade i Catalogue of Life.